# Mazinger Z: Infinity
Mazinger Z: Infinity (劇場版 マジンガーZ ／ INFINITY, Gekijōban Majingā Zetto / Infiniti) és una pel·lícula japonesa d'animació del 2017 de robots dirigida per Junji Shimizu. Fa de seqüela de les sèries Mazinger Z i Great Mazinger. Té lloc deu anys després de la sèrie original i ignora els esdeveniments de Grendizer. La pel·lícula es va fer a raó del 45è aniversari de la sèrie original. Es va estrenar mundialment el 28 d'octubre de 2017 a la 12a edició de la Festa del Cinema di Roma, i al Japó, el 13 de gener de 2018.
Mazinger Z: Infinity també és l'últim cop que Ichiro Mizuki va interpretar un tema final abans de morir, el 12 de desembre de 2022.
Ha estat doblada al català.

## Argument
La humanitat es troba una vegada més en perill de caure a les urpes de l'Imperi Subterrani, que en el passat va ser liderat pel científic malvat Dr. Infern. En aquella ocasió, en Koji Kabuto va pilotar el superrobot Mazinger Z i, amb l'ajuda dels seus amics de l'Institut d'Investigacions Fotòniques, va frustrar les malvades ambicions del Dr. Infern i va tornar la pau al món. Han transcorregut 10 anys des de llavors... Ara que ja no és pilot, en Koji Kabuto ha seguit el camí del seu pare i el seu avi iniciant la seva carrera com a científic. I ara troba una gegantesca estructura soterrada en les profunditats del Mont Fuji, juntament amb una misteriosa indicació de la vida ... Noves trobades, noves amenaces i un nou destí esperen a la humanitat. L'antic heroi Koji Kabuto ha de prendre una decisió sobre el futur: ser un déu o un dimoni...

## Repartiment de veu
| Personatge        | Japonès           | Català                |
| ----------------- | ----------------- | --------------------- |
| Koji Kabuto       | Shōtarō Morikubo  | Carles Lladó          |
| Sayaka Yumi       | Ai Kayano         | Glòria Cano           |
| Dr. Infern        | Unshō Ishizuka    | Ramon Canals          |
| Professor Nossori | Bin Shimada       | Josep Maria mas       |
| Nuke              | Masami Kikuchi    | Àlex de Porrata       |
| Comte Brocken     | Keiji Fujiwara    | Francesc Belda        |
| Lisa              | Sumire Uesaka     | Núria Trifol          |
| Tetsuya Tsurugi   | Toshihiko Seki    | Albert Trifol Segarra |
| Shiro Kabuto      | Natsuki Hanae     | David Jenner          |
| Gennosuke Yumi    | Junpei Morita     | Joaquim Casado        |
| Professor Sewashi | Kōzō Shioya       | Francesc Rocamora     |
| Mucha             | Kappei Yamaguchi  | Miquel Bonet          |
| Jun Hono          | Ami Koshimizu     | Iris Lago             |
| Ashura            | Hiroyuki Miyasako | Toni Molías           |
| Ashura            | Romi Park         | Rosa Guillén          |
| Líder             | Wataru Takagi     | Mark Ullod            |

## Producció i estrena
La pel·lícula es va anunciar durant l'AnimeJapan de 2017, amb el títol provisional de Gekijōban Mazinger Z (Mazinger Z: La pel·lícula). El títol final, Gekijōban Mazinger Z / Infinity (Mazinger Z: La pel·lícula / Infinit), es va revelar al lloc web oficial l'agost de 2018, juntament amb el tràiler de la pel·lícula.
La pel·lícula va ser produïda per Toei Animation i distribuïda per la seva empresa matriu, Toei. Va ser dirigida per Junji Shimizu, basada en un guió de Takahiro Ozawa, amb Hiroya Iijima com a dissenyador de personatges i Takayuki Yanase com a dissenyador de robots. Toshiyuki Watanabe, fill de Michiaki Watanabe, el compositor de la sèrie original Mazinger Z i Great Mazinger, en va compondre la música. Ichiro Mizuki va interpretar una nova versió del tema clàssic. Va ser l'intèrpret de la cançó de les sèries d'anime Mazinger Z i Great Mazinger, així com de diverses pel·lícules de la franquícia.
Un tràiler de 30 segons es va estrenar al Festival Internacional de Cinema d'Animació d'Annecy a França el juny de 2017. L'estrena mundial de la pel·lícula va ser a la 12a Festa del Cinema di Roma el 28 d'octubre de 2017, presentada per l'autor Go Nagai, que també va estar present a l'estrena francesa a París el 30 d'octubre de 2017. L'estrena japonesa va ser el 13 de gener de 2018, arribant a la 6a posició a la taquilla japonesa. Va sortir a la venda en DVD i Blu-Ray al Japó el 18 d'agost de 2018.
Es va estrenar als cinemes en castellà a Espanya el 19 de gener de 2018, i el 28 de maig de 2021 va sortir a la venda en DVD i Blu-Ray, aquest cop amb doblatge en català.